# Владимиров, Борис Григорьевич
Борис Григорьевич Владимиров (10 августа 1934, Москва — 16 февраля 2011, Москва) — советский партийный деятель, журналист, главный редактор «Экономической газеты». Член Центральной Ревизионной комиссии КПСС в 1986—1990 годах. Кандидат экономических наук (1971).

## Биография
В 1957 году окончил экономический факультет Московского государственного университета имени Ломоносова.
В 1957—1961 годах — референт Главного управления радиовещания, ответственный секретарь редакции журнала «Экономические науки».
Член КПСС с 1961 года.
В 1961—1962 годах стажировался в Гарвардском университете США.
В 1962—1966 годах — консультант экономического отдела редакции журнала «Коммунист».
В 1966—1979 годах — лектор, консультант, руководитель группы консультантов отдела пропаганды ЦК КПСС.
В 1979—1982 годах — помощник секретаря ЦК КПСС Михаила Суслова.
В ноябре 1982 — феврале 1984 года — помощник генерального секретаря ЦК КПСС Юрия Андропова.
В 1984—1985 годах — заместитель заведующего отделом науки и учебных заведений ЦК КПСС.
В 1985—1991 годах — главный редактор «Экономической газеты».
С 1991 года — персональный пенсионер в Москве.
В 1996—1999 годах — заместитель председателя коллегии международного экономического комитета Содружества независимых государств (СНГ).
Умер 16 февраля 2011 года. Похоронен в Москве на Троекуровском кладбище.

## Награды и звания
- орден Трудового Красного Знамени
- орден Дружбы народов
- орден «Знак Почета»
- медали